# Stanisław Cieślik (polityk)
Stanisław Cieślik (ur. 15 sierpnia 1932 w Imielnie, zm. 27 lutego 1997 w Legnicy) – polski działacz partyjny i państwowy, poseł na Sejm PRL VII i VIII kadencji (1976–1981).

## Życiorys
Syn Leona i Julianny. W 1947 ukończył Centralny Kurs Polityczny w Otwocku. Był członkiem Organizacji Młodzieżowej Towarzystw Uniwersytetów Robotniczych w latach 1946–1948, członkiem i sekretarzem Zarządu Szkolnego w Jędrzejowie, następnie w latach 1948–1951 działał w Związku Młodzieży Polskiej, był też przewodniczącym Zarządu Szkolnego i członkiem Zarządu Powiatowego w ZMP w Jędrzejowie. W 1950 wstąpił do Polskiej Zjednoczonej Partii Robotniczej. W 1951 wyjechał na studia wyższe do Związku Radzieckiego, które ukończył w 1956, uzyskując dyplom w Moskiewskim Instytucie Metali Kolorowych i Złota im. M.J. Kalinina mgr inż. metalurga ze specjalnością metalurgii miedzi.
Po powrocie do Polski rozpoczął pracę zawodową w Zakładach Cynkowych „Szopienice” w Szopienicach jako mistrz zmianowy w latach 1956–1958. W 1960 został przeniesiony do pracy w Komitecie Miejskim PZPR w Będzinie na stanowisko I sekretarza KM od 1 marca do 2 września 1964, w 1964 został II sekretarzem Komitetu Powiatowego, w tymże roku został wybrany na przewodniczącego Powiatowej Rady Narodowej w Będzinie, gdzie pracował do marca 1968. 1 kwietnia 1968 został I sekretarzem Komitetu Miejskiego i Powiatowego w Gliwicach. W okresie 17 listopada 1971 do 31 maja 1975 był sekretarzem Komitetu Wojewódzkiego PZPR w Katowicach. W 1972 ukończył kurs w Wyższej Szkole Partyjnej w Moskwie. Od 1 czerwca 1975 do 31 października 1980 pełnił funkcję I sekretarza KW PZPR w Legnicy i zarazem przewodniczącym Prezydium Wojewódzkiej Rady Narodowej. Był delegatem na V, VI, VII Zjazd PZPR i na I Krajową Konferencję Partyjną. Na VII Zjeździe został wybrany na członka Komitetu Centralnego PZPR.
W 1976 uzyskał mandat posła na Sejm PRL VII kadencji w okręgu Legnica, a w 1980 w tym samym okręgu otrzymał mandat posła VIII. W VII kadencji zasiadał w Komisji Handlu Zagranicznego, w VIII kadencji w Komisji Budownictwa i Przemysłu Materiałów Budowlanych. 30 lipca 1981 zrzekł się mandatu.
Pochowany na Cmentarzu Komunalnym w Legnicy wraz z żoną Heleną (1934–2002).

## Odznaczenia
- Krzyż Komandorski Orderu Odrodzenia Polski
- Krzyż Kawalerski Orderu Odrodzenia Polski
- Złoty Krzyż Zasługi